# 만화 코주부삼국지
만화 코주부삼국지는 대한민국 경기도 부천시, 한국만화영상진흥원에서 소장하고 있는 김용환의 만화이다. 2014년 9월 2일 국가등록문화재 제605호로 지정되었다.

## 개요
김용환 저 「코주부 삼국지」 는 학생잡지 월간 『학원』에 연재되어 큰 인기를 얻었던 장편서사물 만화를 단행본 3권(1953년, 1954년, 1955년)으로 출판한 것으로 ‘그림얘기 책’ 형식에서 한발 더 나아가 칸이 나뉘고, 말 풍선이 등장하는 형식적 진보를 보여주는 등 만화구성과 구도에서 획기적인 전환점의 계기를 마련하여 한국 현대 만화의 탄생에 큰 영향을 주었다.
당시 조잡한 단행본과는 다르게 고급종이에 80쪽이 넘는 분량으로 무선제본된 ‘고급 책자’형태로 제작되었으며, 조사대상인 유물은 컬러표지에서부터 흑백본문까지 훼손되지 않고 보존상태가 양호하며, 전체 분량이 완벽하게 보전되어 있다.

## 같이 보기
- 한국만화영상진흥원
- 김용환

## 참고 자료
- 만화 코주부삼국지 - 국가유산청 국가유산포털